# Кушнарёвка
Кушнарёвка (укр. Кушнарівка) — село,
Дмитровский сельский совет,
Верхнеднепровский район,
Днепропетровская область,
Украина.
Код КОАТУУ — 1221084105. Население по переписи 2001 года составляло 20 человек.

## Географическое положение
Село Кушнарёвка находится на расстоянии в 2 км от села Марьяновка.
По селу протекает пересыхающий ручей с запрудой.
Рядом проходит автомобильная дорога Т-0423.